# Paul Ausserleitner
Paul Ausserleitner, född 3 februari 1925 i Bischofshofen i Land Salzburg, död 9 januari 1952 i Bischofshofen, var en österrikisk backhoppare. Han tävlade för Nazityskland (på grund av Österrikes Anschluss 1938) och senare Österrike. Paul Ausserleitner räknas som en av pionjärerna inom österrikisk backhoppning. Han representerade Skiclub Bischofshofen.

## Karriär
Paul Ausserleitner blev tysk juniormästare 1942. Efter andra världskriget kom han med i österrikiska landslaget. 1948 blev Ausserleitner Salzburger Landesmeister i backhoppning i Radstadt. 1949 blev han national mästare inom arbetarnas idrtottsförbund, ASKÖ (Arbeitsgemeinschaft für Sport und Körperkultur in Österreich). Han blev också österrikisk mästare 1949 i Alpenarena i Villach. Förutom sin idrottsliga aktivitet var Paul Ausserleitner verksam på hemorten som idrottsledare och arrangör av backhoppstävlingar.
Under tävlingen Dreikönigsspringen i dåvarande Hochkönigschanze i Bischofshofen 5 januari 1952 skadade sig Paul Ausserleitner så svårt att han avled fyra dagar senare. Hochkönigschanze omdöptes till Paul-Ausserleitner-Schanze och används varje år i avslutningstävlingen i tysk-österrikiska backhopparveckan sedan första säsongen 1953.